# Os hamuli proprium
Het os hamuli proprium is de naam voor een incidenteel voorkomend extra handwortelbeentje, gelegen bij het haakvormig uitsteeksel van het os hamatum, aan de basis van het vierde en het vijfde middenhandsbeentje. Het komt bij een klein deel van de bevolking voor. Het os hamuli proprium wordt vaak onderscheiden van het os hamulare basale, dat aan de basis van het haakvormig uitsteeksel van het os hamatum gelegen is. Van het os hamuli proprium wordt in de literatuur beschreven dat het bij de eigenlijke (=proprium) hamulus ossis hamati van het os hamatum ligt.
Op röntgenfoto's wordt een os hamuli proprium soms onterecht aangemerkt als afwijkend, losliggend botdeel of als fractuur. Radiologisch onderscheid tussen een os hamuli proprium en een os hamulare basale is moeilijk, maar heeft ook weinig klinische betekenis.